# Sah-u-Ra Brown
Sah-u-Ra Brown (New York, 9 aprile 1979) è un ex cestista statunitense, professionista nella NBDL.